# Abborrtjärnen (Brattfors socken, Värmland)
Abborrtjärnen är en sjö i Filipstads kommun i Värmland och ingår i Göta älvs huvudavrinningsområde.